# أتريمة يونغشونية
أتريمة يونغشونية (الاسم العلمي: Eutrema yungshunense) هي نوع من النباتات يتبع جنس الأتريمة من الفصيلة الكرنبية.